# Bescanó (kommunhuvudort)
Bescanó är en kommunhuvudort i Spanien.   Den ligger i provinsen Província de Girona och regionen Katalonien, i den östra delen av landet, 600 km öster om huvudstaden Madrid. Bescanó ligger 106 meter över havet och antalet invånare är 3 767.
Terrängen runt Bescanó är platt åt sydost, men åt nordväst är den kuperad. Runt Bescanó är det ganska tätbefolkat, med 108 invånare per kvadratkilometer. Närmaste större samhälle är Girona, 7,3 km öster om Bescanó. I omgivningarna runt Bescanó växer i huvudsak blandskog.